# 繋がりSUNSET
「繋がりSUNSET」（つながりサンセット）は、Dragon Ashの20枚目のシングル。2008年12月3日発売。発売元はMOB SQUAD。

## 解説
- 2008年2枚目の新曲。個人の思いが書かれており、10年に1度かけるかどうかの自分らしい曲とKjはインタビューで語った。
- C/Wはドラマ主題歌に使用（詳細後述）。
- 初回限定盤は本曲のMVが視聴可能なCD EXTRA仕様。[1]繋がりステッカーも同封。
- 本曲でKjは数年来伸ばし続けた髪を切った。

## 収録曲
作詞：Kｊ 作曲・編曲：Dragon Ash
1. 繋がりSUNSET
2. thought and action
  - フジテレビ系ドラマ「しゃばけ」シリーズ『しゃばけ』・『うそうそ』テーマソング。

## 収録アルバム
＃1
- 『FREEDOM』（2009年3月4日）
- 『LOUD & PEACE』(2012年8月22日)